# Pierre Hamon

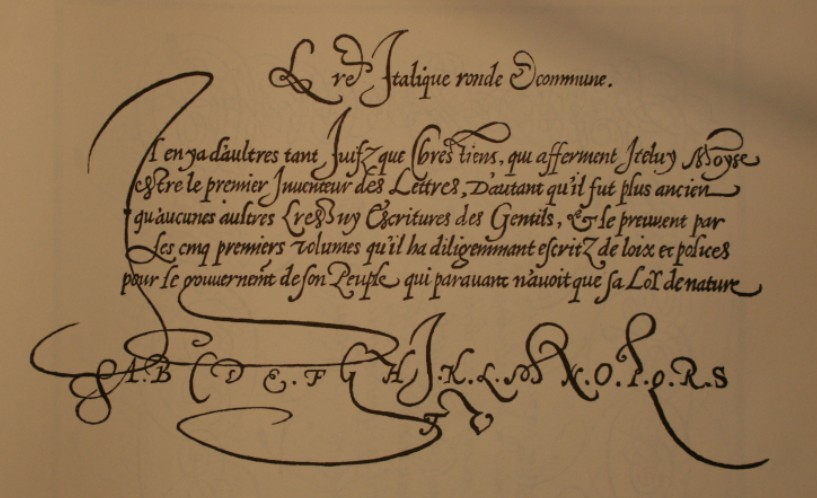
Italique ronde von Pierre Hamon, 1580.

Pierre Hamon (* um 1530 in Blois; † 7. März 1569 in Paris) war ein französischer Kalligraph. 
Hamon war am Hofe der französischen Königs Karl IX. als Kalligraph und Kammersekretär tätig. Er gilt als einer der bedeutendsten französischen Kalligraphen des 16. Jahrhunderts. 1567 veröffentlichte er sein Hauptwerk Alphabet de plusieurs sortes de lettres, par Pierre Hamon Blaesien, escrivain du Roy et secrétaire de sa chambre.
1569 wurde Hamon schuldig gesprochen, im Kampf für seine Glaubensgenossen, die Hugenotten, die Unterschrift des Königs gefälscht zu haben. Er wurde am 7. März 1569 auf dem Place de Grève hingerichtet.